# Zaffaraya

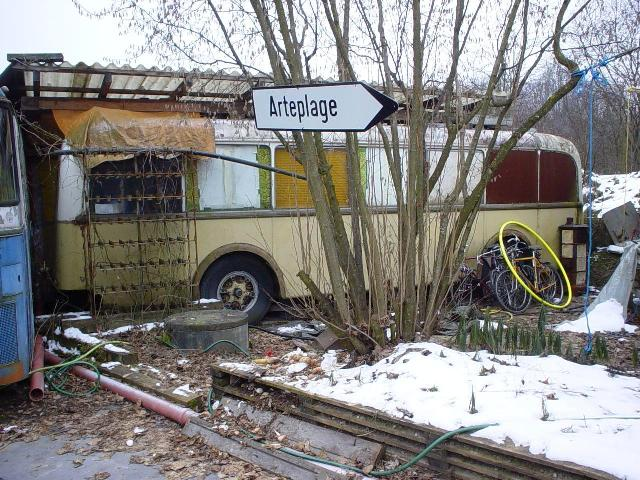
Ein ehemaliger Anhänger des Trolleybus Thun–Beatenbucht im Einsatz als Wohnwagen, 2003

Das „Freie Land Zaffaraya“ war ursprünglich ein Zelt- und Wagendorf auf dem Gaswerkareal im Marzili in Bern. Es wurde am 31. Juli 1985 im Zuge der Jugendunruhen errichtet. Das Zaffaraya wurde zusammen mit der Reithalle, der Dampfzentrale und dem Gaskessel zu einem Symbol für die Jugendunruhen in Bern und zu einem schweizweit diskutierten Politikum. Am 17. November 1987 räumte die Polizei das Zaffaraya. Die gewaltsame Räumung führte zu grossen Protestdemonstrationen und Schulstreiks. 
Im Oktober 1988 wurde das ehemalige Gelände im Gaswerk wieder besetzt. Nach vier Tagen wurden die rund 20 Besetzer von der Polizei vertrieben. Daraufhin besetzte das Zaffaraya spontan den Bahnhof Bern. Von kirchlicher Seite her wurde den Bewohnern des Zaffaraya ein Gemeindehaus in Wabern zur Verfügung gestellt, wo Verhandlungen mit der Stadt stattfanden. In Folge öffnete der Gemeinderat der Stadt Bern den Campingplatz im Eichholz (der im Winter geschlossen bleibt) zur vorübergehenden Nutzung.
Im Frühjahr 1989, nach mehreren Verhandlungen mit der Stadt Bern, wurde dem Zaffaraya ein „Provisorium“ im Neufeld (auf einem Hügel am Stadtrand, neben der Autobahn) angeboten. Trotz internen Widersprüchen liess sich das Zaffaraya auf dieses Angebot ein. Da die Stadt kein Alternativgelände zum Neufeld finden konnte und sich die Bewohner des Zaffaraya mit Protestaktionen gegen eine Auflösung ihres Lebensraums wehrten, bewilligte der Gemeinderat „einen Verbleib bis auf Weiteres“ im Neufeld.
Seither wurde der Autobahnschutthügel von den Bewohnern des Zaffaraya zu einem Lebensraum mit Bäumen und Gärten, einem Teich und vielen verschiedenen Wohngebäuden umgewandelt. Die Gruppe zählt an die 26 Leute im Alter von 1 bis 60 Jahren. Obwohl das Zaffaraya auf Grund seiner geografischen (und politischen) Lage aus dem städtischen Alltag verschwunden scheint, finden dort jedes Jahr kulturelle Veranstaltungen statt. Bedroht wurde dieser Standort des Zaffaraya durch ein Strassenbauprojekt („Neufeld-Zubringer“), welches quer über das Gelände eine Einfahrt in einen Tunnel vorsah.
Eine Zerstörung des Projekts Zaffaraya wurde jedoch abgewendet. Die Stadt Bern stellte den Bewohnern ein neues Gelände, nur wenige hundert Meter neben dem vorherigen, zur Verfügung. Der Umzug ebenso wie der Baubeginn des Neufeld-Tunnels begann im Sommer 2006 – über 20 Jahre nach der Entstehung des Zaffaraya.